# Museo Nacional de Chavín

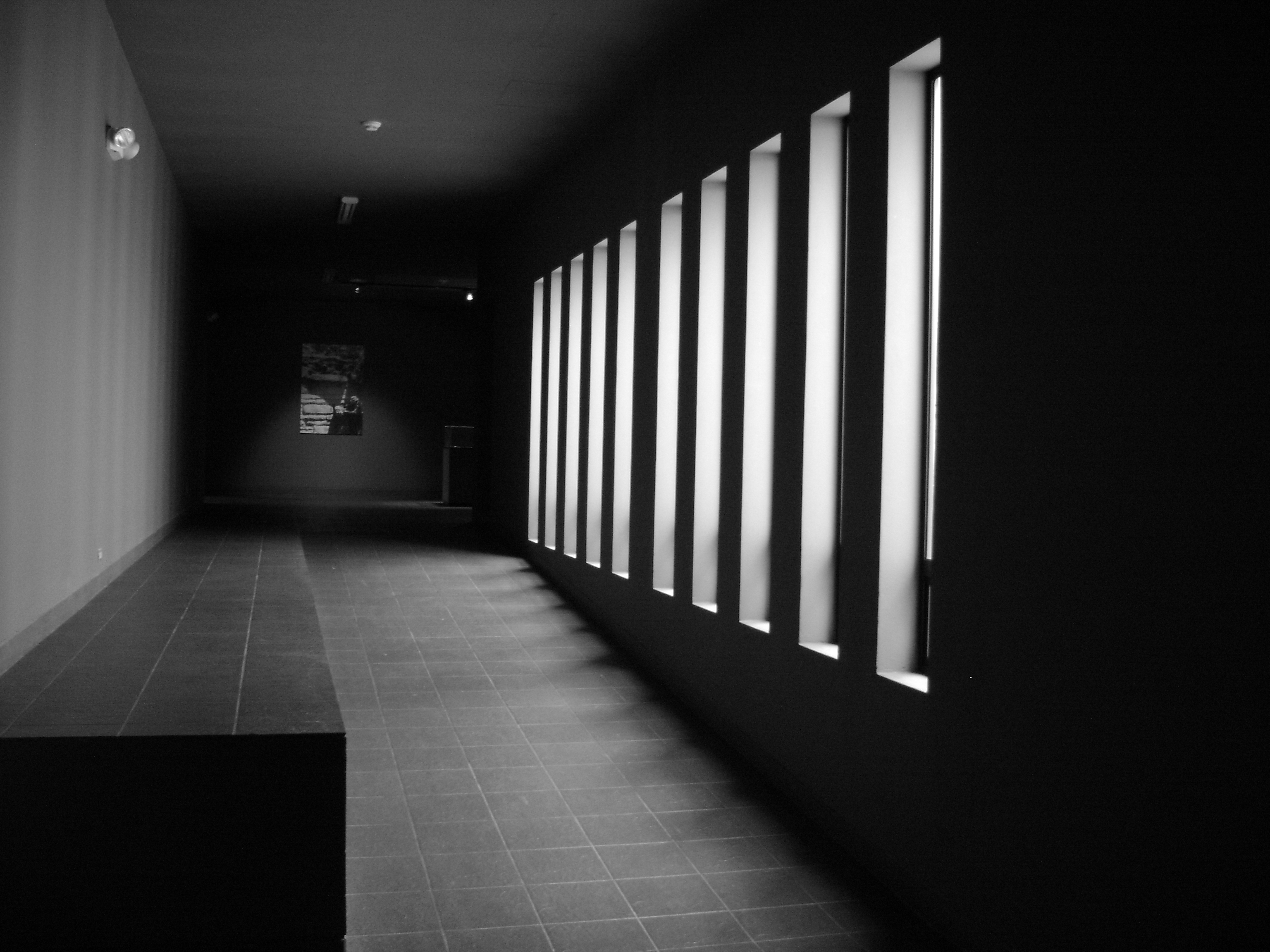
Sala interior

El Museo Nacional de Chavín (MUNACH) es un museo peruano de arqueología, situado en el distrito de Chavín de Huántar, en la provincia de Huari en la región Áncash. El museo está principalmente dedicado a la cultura chavín y fue inaugurado el 18 de julio de 2008.

## Historia

### Primer museo
El primer museo fue inaugurado por Julio César Tello el 11 de diciembre de 1940 y contó con 119 piezas. Sin embargo fue destruido por el aluvión de Chavín cinco años después el 17 de enero de 1945, en ese entonces contaba con 155 piezas. Este primer museo de sitio se ubicó en la Capilla Cruz de Mayo, sobre el edificio C (antes llamado Cerro de la Capilla), al lado norte de la plaza Circular. De acuerdo a Wilhelm Diessel y las fotos de la época, el espacio interior no debe haber sido mayor a 25 m2, con paredes construidas en base a piedras, el techo cubierto con tejas y la entrada hacia el oeste.

### Segundo museo
Luego de 30 años, se implementó un segundo museo de sitio al lado de las oficinas administrativas y cerca al río y la entrada al templo.

### Tercer museo
El 14 de julio de 2006 el Proyecto Museo Nacional Chavín del entonces Instituto Nacional de Cultura fue declarado viable por la Dirección General de Programación Multianual del Ministerio de Economía y Finanzas. El 28 de julio de 2006 el gobierno de Japón aprobó la donación a través del Fondo Contravalor Perú-Japón. La coordinadora del proyecto fue la antropóloga y museóloga Giuliana Borea Labarthe con la participación de arqueólogos como Christian Mesía Montenegro e Iván Falconí Jiménez, además del museógrafo Rodolfo Vera Loayza. Posteriormente la coordinación del proyecto recayó en el arqueológo Christian Mesía Montenegro, quien ejerció como primer director del mismo, para luego ser designado como Director del Museo Nacional de Arqueología, Antropología e Historia del Perú.
El nuevo museo fue inaugurado el 18 de julio de 2008 gracias a la donación del gobierno del Japón, habiendo sido construido en el sitio del antiguo Hotel de Turistas, cerrado desde un ataque con dinamita por parte de Sendero Luminoso en la década de 1980. La inauguración fue criticada al habérsele prohibido la entrada a la población local.

#### Renovación museográfica
El 1 de septiembre de 2016 el museo cerró sus puertas para la implementación de la renovación museográfica, la construcción del cerco perimétrico y la construcción del Centro Internacional de Investigación, Conservación y Restauración.
El 11 de abril de 2017 reabrió sus puertas luego de la renovación museográfica.

## Colección

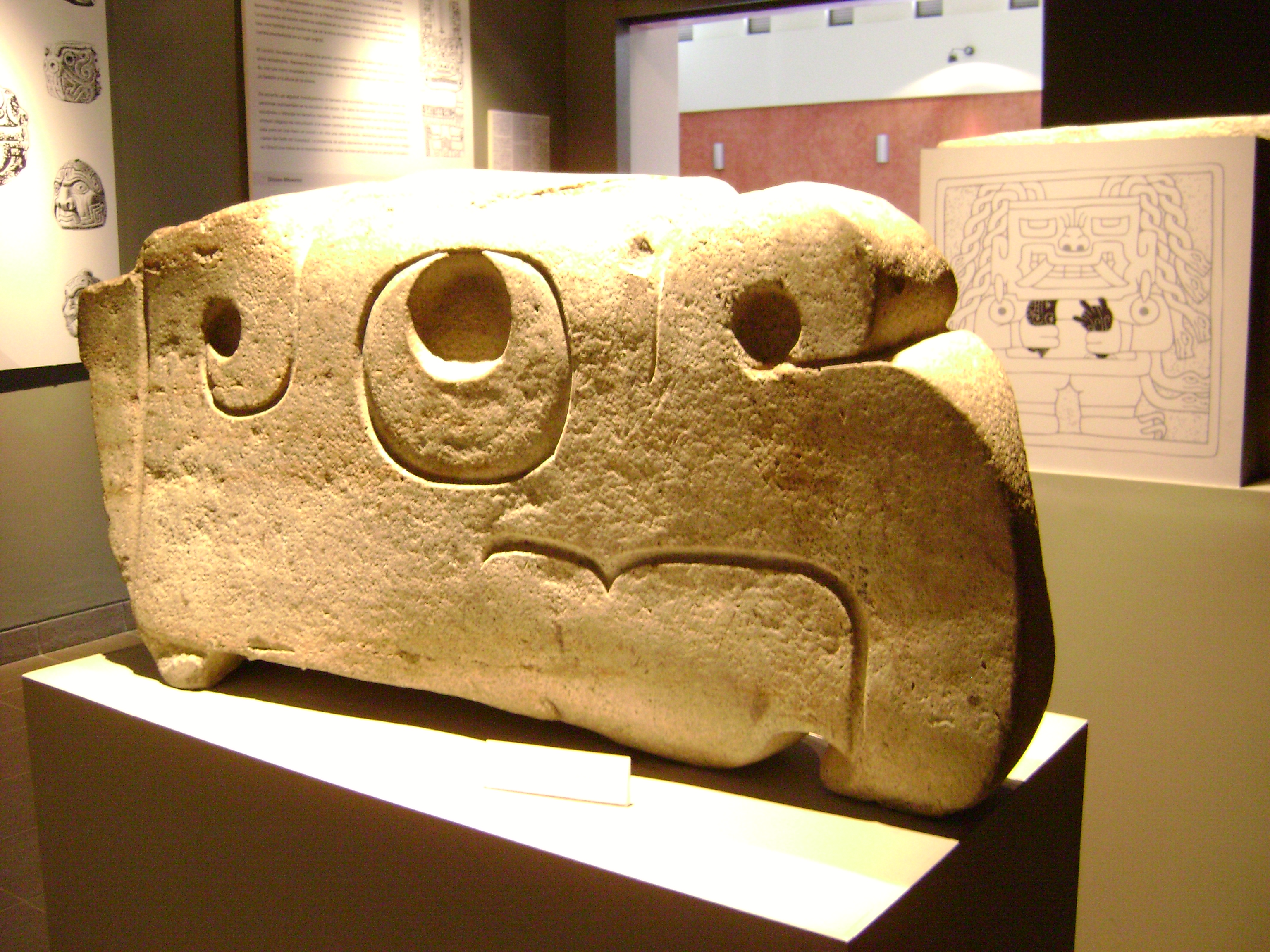
Vista de una cábeza de ave, tal vez de un cóndor

El Museo Nacional de Chavín cuenta con 14 salas que abarcaban desde los orígenes y el periodo Arcaico hasta el Periodo Formativo de la cultura chavín. 
Además, la colección de museo cuenta con el Obelisco Tello, trasladado a Chavin desde el Museo Nacional de Arqueología, Antropología e Historia del Perú. Asimismo, cuenta con 19 de las 20 trompetas de caracola o pututos (Lobatus galeatus) descubiertos por el arqueólogo John W. Rick en el 2001, así como una reproducción del Lanzón de Chavín y 282 piezas de cerámica forman parte del acervo museográfico del Museo Nacional de Chavn.

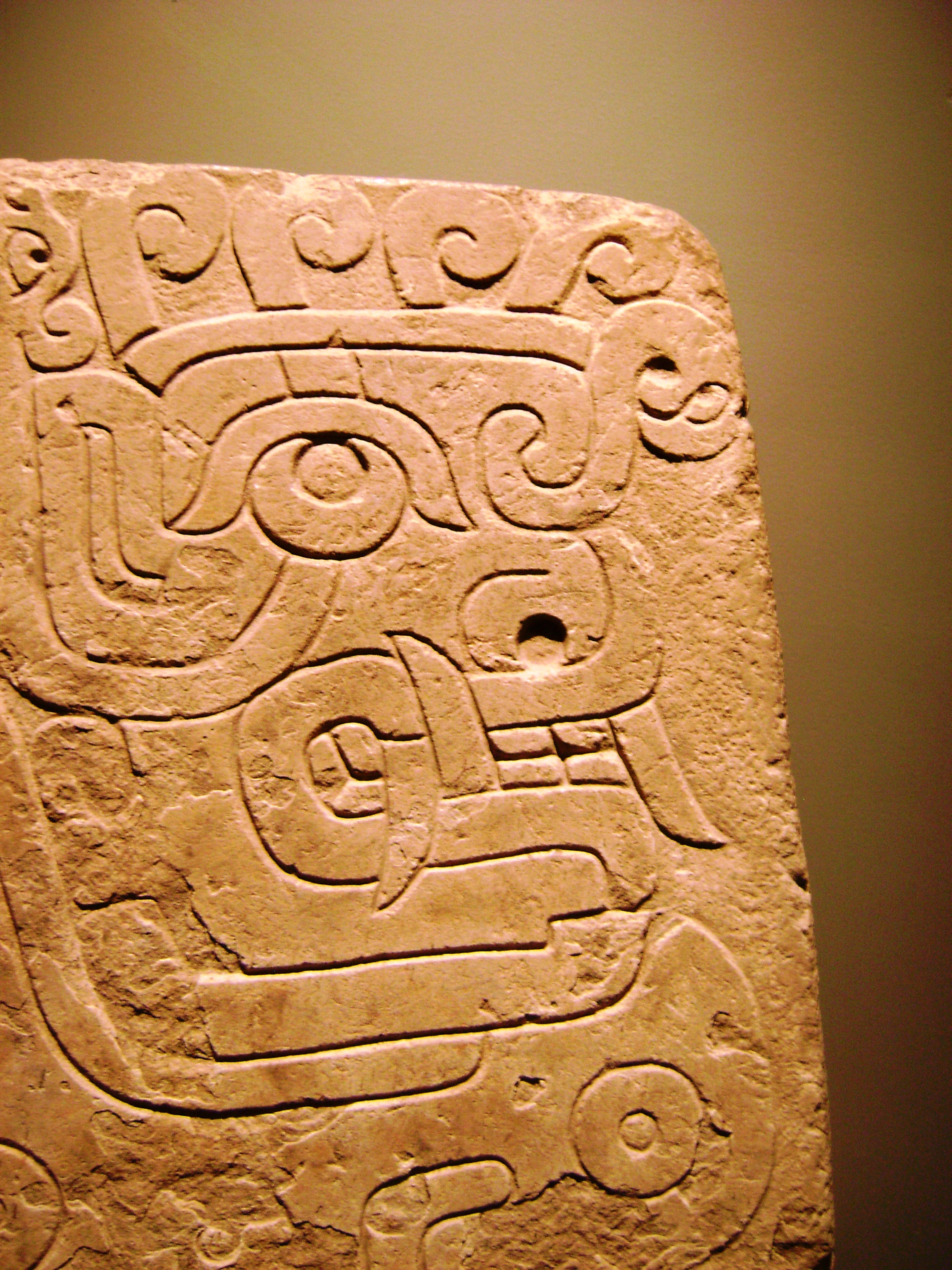
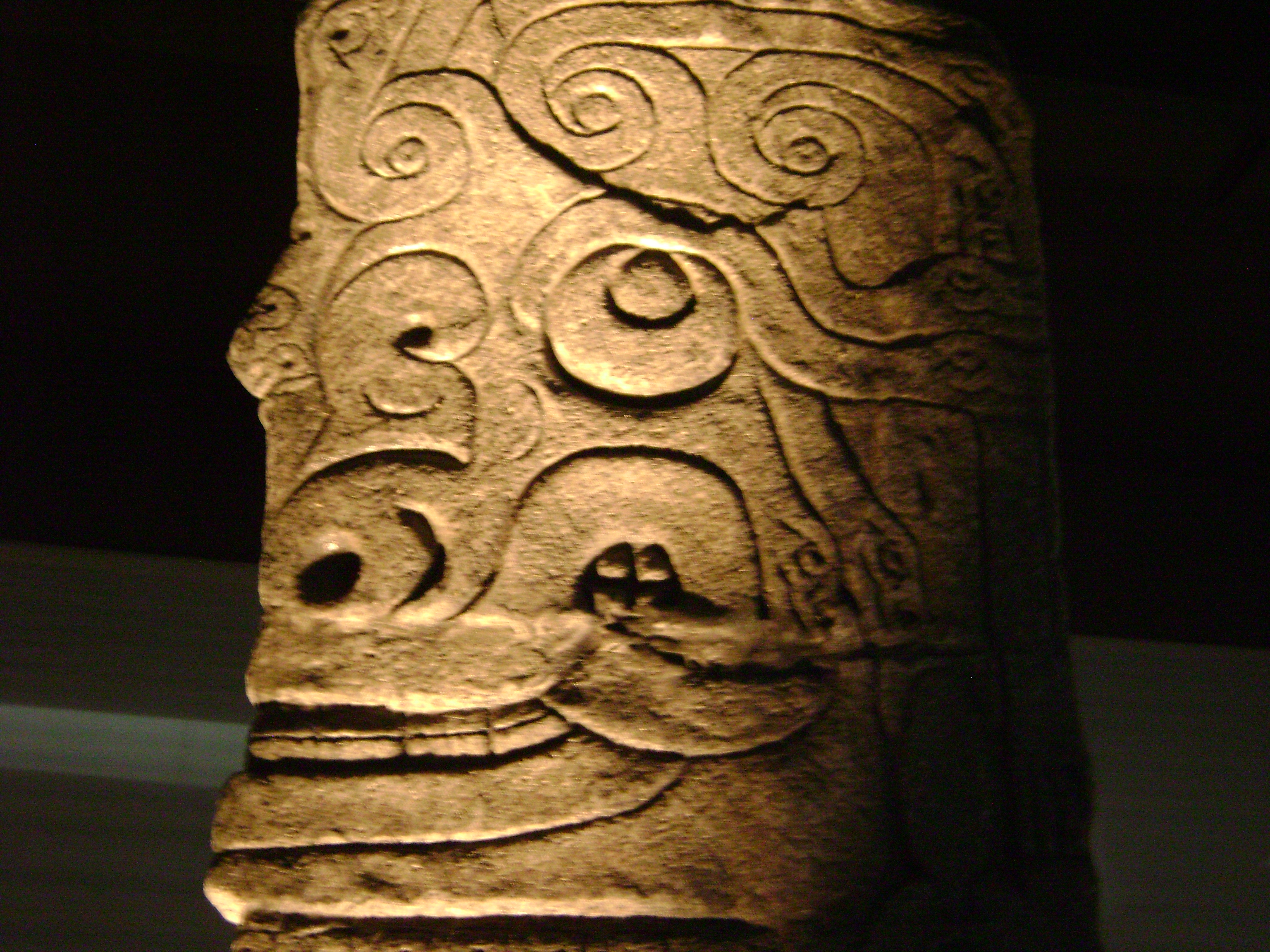
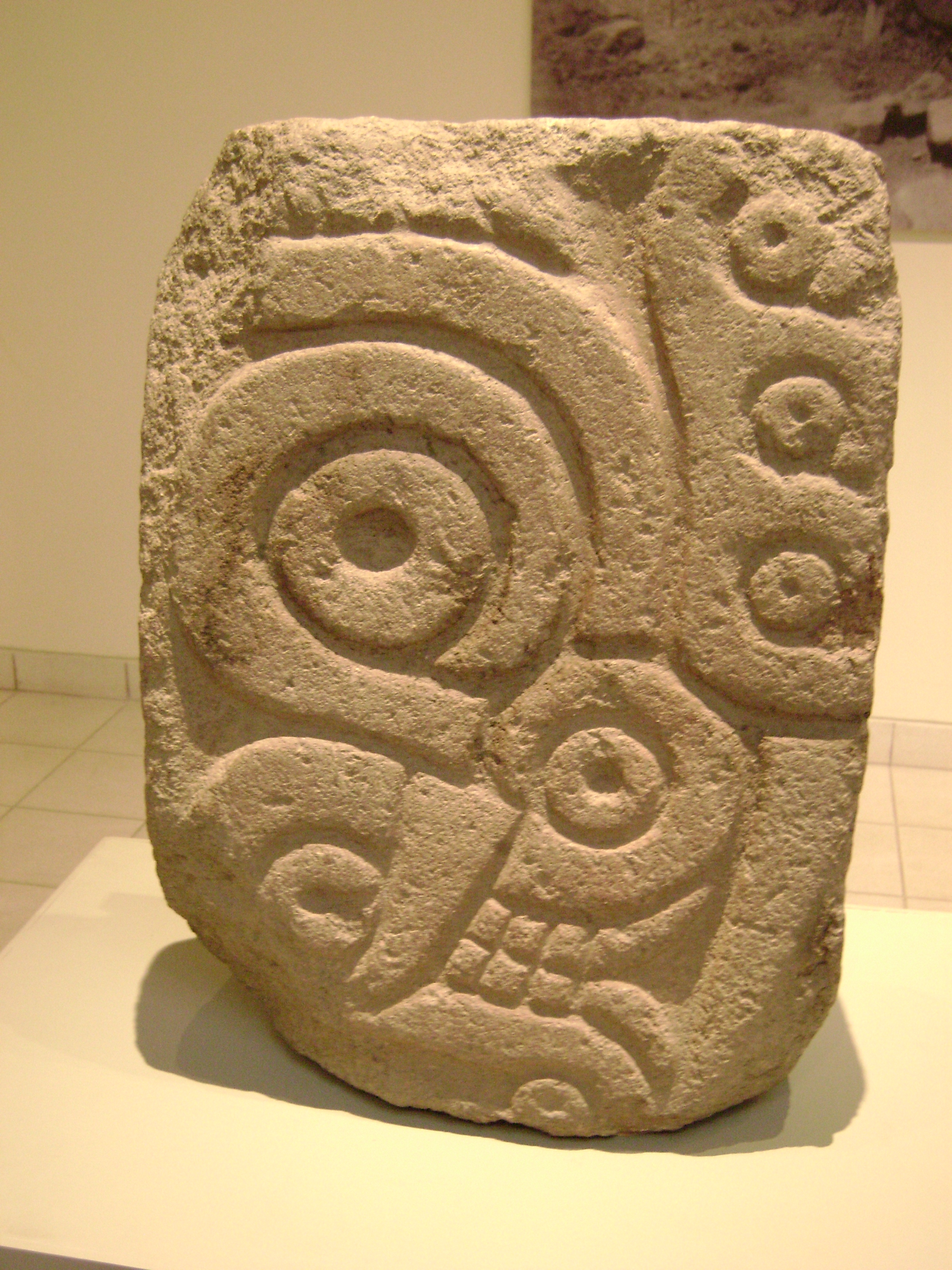
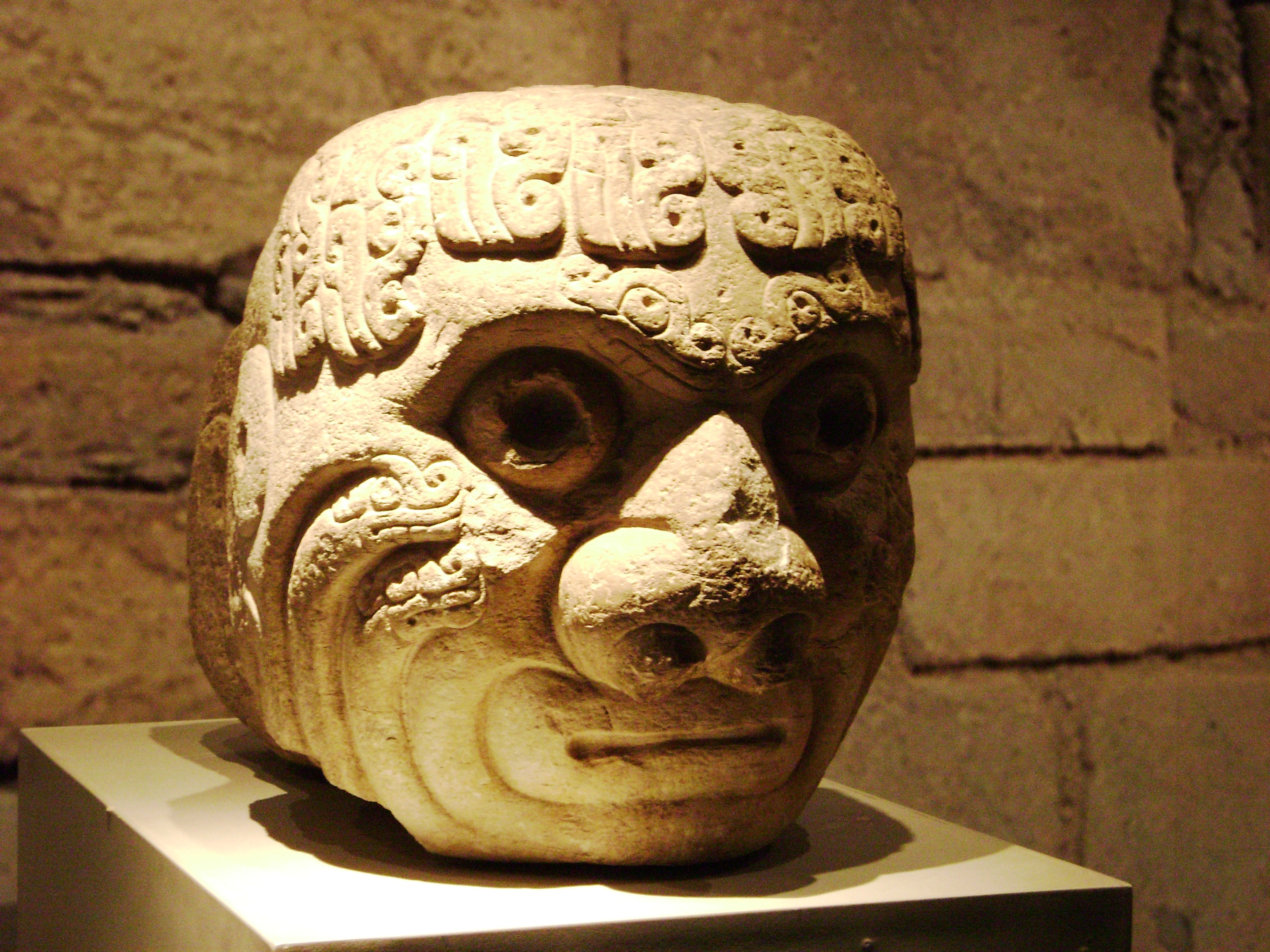

## Exposiciones internacionales y nacionales
Del 23 de noviembre de 2012 al 10 de marzo de 2013 parte de la colección del Museo participó en una muestra internacional en el Museo Rietberg en Zúrich, Suiza.
Del 10 de abril de 2015 al 13 de septiembre de 2015 parte de la colección del Museo participó en una muestra nacional en el Museo de Arte de Lima.